# Mycena conicola
Mycena conicola är en svampart som beskrevs av G. Stev. 1964. Mycena conicola ingår i släktet Mycena och familjen Mycenaceae.   Inga underarter finns listade i Catalogue of Life.